# Campeonato Europeu de Ginástica Artística de 2025
O Campeonato Europeu de Ginástica Artística de 2025 será realizado de 26 a 31 de maio de 2025 em Leipzig, Alemanha. Este será o 46º Campeonato Europeu masculino no total e o 36º feminino no total (incluindo os campeonatos masculino e feminino, realizados separadamente em anos pares). Pela primeira vez, será disputada uma Final por Equipes Mistas.
Inicialmente, o evento seria realizado em Tel Aviv, Israel, mas foi transferido para Leipzig devido à guerra em Gaza.

## Cronograma de competição
| Data                                                                | Sessão                                                               | Horário      | Subdivisões                              |
| ------------------------------------------------------------------- | -------------------------------------------------------------------- | ------------ | ---------------------------------------- |
| Segunda-feira, 26 de maio                                           |                                                                      |              |                                          |
| Final por Equipes e Qualificatória para Finais Individuais Feminina | 10:00                                                                | Subdivisão 1 |                                          |
| Final por Equipes e Qualificatória para Finais Individuais Feminina | 12:30                                                                | Subdivisão 2 |                                          |
| Final por Equipes e Qualificatória para Finais Individuais Feminina | 15:30                                                                | Subdivisão 3 |                                          |
| Final por Equipes e Qualificatória para Finais Individuais Feminina | 18:00                                                                | Subdivisão 4 |                                          |
| Terça-feira, 27 de maio                                             | Final por Equipes e Qualificatória para Finais Individuais Masculina | 10:00        | Subdivisão 1                             |
| Terça-feira, 27 de maio                                             | Final por Equipes e Qualificatória para Finais Individuais Masculina | 14:00        | Subdivisão 2                             |
| Terça-feira, 27 de maio                                             | Final por Equipes e Qualificatória para Finais Individuais Masculina | 17:30        | Subdivisão 3                             |
| Quarta-feira, 28 de maio                                            | Final por Equipes Mista                                              | 17:00        | Equipes de 1 homem e 1 mulher            |
| Quinta-feira, 29 de maio                                            | Final Individual Geral Feminina                                      | 14:00        | Top 24 das qualificatórias               |
| Quinta-feira, 29 de maio                                            | Final Individual Geral Masculina                                     | 18:30        | Top 24 das qualificatórias               |
| Sexta-feira, 30 de maio                                             | Finais Individuais por Aparelhos                                     | 16:00        | MAG: Solo, Cavalo com alças, Argolas     |
| Sexta-feira, 30 de maio                                             | Finais Individuais por Aparelhos                                     | 16:00        | WAG: Salto, Barras assimétricas          |
| Sábado, 31 de maio                                                  | Finais Individuais por Aparelhos                                     | 13:00        | MAG: Salto, Barras paralelas, Barra fixa |
| Sábado, 31 de maio                                                  | Finais Individuais por Aparelhos                                     | 13:00        | WAG: Trave, Solo                         |
| Todos os horários listados no horário local (UTC+01:00).            |                                                                      |              |                                          |

## Resumo de medalhas

### Medalhistas
| Masculino           |                                                                                               |                                                                                                | |
| Equipes             | Grã-Bretanha · Harry Hepworth · Jake Jarman · Jamie Lewis · Jonas Rushworth · Luke Whitehouse | Suíça · Luca Giubellini · Matteo Giubellini · Florian Langenegger · Ian Raubal · Noe Seifert   | Itália · Yumin Abbadini · Nicola Bartolini · Lorenzo Minh Casali · Edoardo de Rosa · Mario Macchiati |
| Individual geral    | Adem Asil                                                                                     | Léo Saladino                                                                                   | Krisztofer Mészáros                                                                                  |
| Solo                | Luke Whitehouse                                                                               | Harry Hepworth                                                                                 | Lorenzo Minh Casali                                                                                  |
| Cavalo com alças    | Hamlet Manukyan                                                                               | Mamikon Khachatryan                                                                            | Gabriele Targhetta                                                                                   |
| Argolas             | Adem Asil Eleftherios Petrounias                                                              | —                                                                                              | Artur Avetisyan                                                                                      |
| Salto               | Artur Davtyan                                                                                 | Jake Jarman                                                                                    | Nazar Chepurnyi                                                                                      |
| Barras paralelas    | Nils Dunkel                                                                                   | Ian Raubal                                                                                     | Timo Eder                                                                                            |
| Barra fixa          | Robert Tvorogal                                                                               | Andreas Toba                                                                                   | Anthony Mansard                                                                                      |
| Feminino            |                                                                                               |                                                                                                | |
| Equipes             | Itália · Alice D'Amato · Manila Esposito · Emma Fioravanti · Giulia Perotti · Sofia Tonelli   | Alemanha · Helen Kevric · Janoah Mueller · Lea Marie Quaas · Karina Schoenmaier · Silja Stoehr | França Lorette Charpy Romane Hamelin Djenna Laroui Morgane Osyssek-Reimer Ming van Eijken            |
| Individual geral    | Manila Esposito                                                                               | Alba Petisco                                                                                   | Ana Bărbosu                                                                                          |
| Salto               | Karina Schönmaier                                                                             | Valentina Georgieva                                                                            | Lisa Vaelen                                                                                          |
| Barras assimétricas | Nina Derwael                                                                                  | Bettina Lili Czifra                                                                            | Ana Bărbosu                                                                                          |
| Trave               | Nina Derwael                                                                                  | Ana Bărbosu                                                                                    | Sofia Tonelli                                                                                        |
| Solo                | Ana Bărbosu                                                                                   | Manila Esposito                                                                                | Alba Petisco                                                                                         |
| Misto               |                                                                                               |                                                                                                | |
| Equipes mistas      | Alemanha · Karina Schönmaier · Timo Eder                                                      | Grã-Bretanha · Ruby Evans · Jake Jarman                                                        | Itália · Manila Esposito · Lorenzo Minh Casali                                                       |

### Quadro de medalhas

#### Geral
*   país anfitrião (Alemanha)
| Pos.                | País                | Ouro | Prata | Bronze | Total |
| ------------------- | ------------------- | ---- | ----- | ------ | ----- |
| 1                   | Alemanha            | 3    | 2     | 1      | 6     |
| 2                   | Grã-Bretanha        | 2    | 3     | 0      | 5     |
| 3                   | Itália              | 2    | 1     | 5      | 8     |
| 4                   | Arménia             | 2    | 1     | 1      | 4     |
| 5                   | Bélgica             | 2    | 0     | 1      | 3     |
| 6                   | Turquia             | 2    | 0     | 0      | 2     |
| 7                   | Roménia             | 1    | 1     | 2      | 4     |
| 8                   | Grécia              | 1    | 0     | 0      | 1     |
| 8                   | Lituânia            | 1    | 0     | 0      | 1     |
| 10                  | Suíça               | 0    | 2     | 0      | 2     |
| 11                  | França              | 0    | 1     | 2      | 3     |
| 12                  | Espanha             | 0    | 1     | 1      | 2     |
| 12                  | Hungria             | 0    | 1     | 1      | 2     |
| 14                  | Bulgária            | 0    | 1     | 0      | 1     |
| 15                  | Ucrânia             | 0    | 0     | 1      | 1     |
| Total (15 entradas) | Total (15 entradas) | 16   | 14    | 15     | 45    |

#### Masculino
*   país anfitrião (Alemanha)
| Pos.                | País                | Ouro | Prata | Bronze | Total |
| ------------------- | ------------------- | ---- | ----- | ------ | ----- |
| 1                   | Grã-Bretanha        | 2    | 2     | 0      | 4     |
| 2                   | Arménia             | 2    | 1     | 1      | 4     |
| 3                   | Turquia             | 2    | 0     | 0      | 2     |
| 4                   | Alemanha            | 1    | 1     | 1      | 3     |
| 5                   | Grécia              | 1    | 0     | 0      | 1     |
| 5                   | Lituânia            | 1    | 0     | 0      | 1     |
| 7                   | Suíça               | 0    | 2     | 0      | 2     |
| 8                   | França              | 0    | 1     | 1      | 2     |
| 9                   | Itália              | 0    | 0     | 3      | 3     |
| 10                  | Hungria             | 0    | 0     | 1      | 1     |
| 10                  | Ucrânia             | 0    | 0     | 1      | 1     |
| Total (11 entradas) | Total (11 entradas) | 9    | 7     | 8      | 24    |

#### Feminino
*   país anfitrião (Alemanha)
| Pos.               | País               | Ouro | Prata | Bronze | Total |
| ------------------ | ------------------ | ---- | ----- | ------ | ----- |
| 1                  | Itália             | 2    | 1     | 1      | 4     |
| 2                  | Bélgica            | 2    | 0     | 1      | 3     |
| 3                  | Roménia            | 1    | 1     | 2      | 4     |
| 4                  | Alemanha           | 1    | 1     | 0      | 2     |
| 5                  | Espanha            | 0    | 1     | 1      | 2     |
| 6                  | Bulgária           | 0    | 1     | 0      | 1     |
| 6                  | Hungria            | 0    | 1     | 0      | 1     |
| 8                  | França             | 0    | 0     | 1      | 1     |
| Total (8 entradas) | Total (8 entradas) | 6    | 6     | 6      | 18    |

## Resultados

### Masculino

#### Equipes
Competidores mais velhos e mais novos
|            | Nome            | País     | Data de nascimento   | Idade                      |
| ---------- | --------------- | -------- | -------------------- | -------------------------- |
| Mais novo  | Hamlet Manukyan | Armênia  | 22 de agosto de 2007 | 17 anos, 9 meses e 5 dias  |
| Mais velho | Eddie Penev     | Bulgária | 16 de agosto de 1990 | 34 anos, 9 meses e 11 dias |

| Pos. | Equipe              |        |        |        |        |        |        | Total   |
| ---- | ------------------- | ------ | ------ | ------ | ------ | ------ | ------ | ------- |
| 1    | Grã-Bretanha        | 42.699 | 40.199 | 41.699 | 43.132 | 40.433 | 39.366 | 247.528 |
| 1    | Harry Hepworth      | 14.400 |        | 14.400 | 14.466 |        |        | 247.528 |
| 1    | Jake Jarman         | 14.033 | 13.466 |        | 14.766 | 13.700 | 13.000 | 247.528 |
| 1    | Jamie Lewis         |        | 13.633 | 13.666 |        |        | 13.233 | 247.528 |
| 1    | Jonas Rushworth     |        | 13.100 |        |        | 13.633 | 13.133 | 247.528 |
| 1    | Luke Whitehouse     | 14.266 |        | 13.633 | 13.900 | 13.100 |        | 247.528 |
| 2    | Suíça               | 41.398 | 41.399 | 38.866 | 42.266 | 41.366 | 40.432 | 245.727 |
| 2    | Luca Giubellini     | 14.066 | 13.633 |        | 14.233 |        |        | 245.727 |
| 2    | Matteo Giubellini   | 13.766 | 14.000 |        |        | 13.766 | 13.166 | 245.727 |
| 2    | Florian Langenegger |        |        | 12.600 | 14.133 | 13.700 | 13.300 | 245.727 |
| 2    | Ian Raubal          |        |        | 13.266 |        | 13.900 |        | 245.727 |
| 2    | Noe Seifert         | 13.566 | 13.766 | 13.000 | 13.900 |        | 13.966 | 245.727 |
| 3    | Itália              | 41.766 | 40.865 | 38.932 | 42.065 | 40.199 | 38.999 | 242.826 |
| 3    | Yumin Abbadini      | 13.633 | 14.233 | 12.766 |        | 13.266 |        | 242.826 |
| 3    | Nicola Bartolini    | 13.700 |        |        | 14.266 |        | 12.666 | 242.826 |
| 3    | Lorenzo Minh Casali | 14.433 |        | 13.266 | 13.966 | 13.333 | 13.233 | 242.826 |
| 3    | Edoardo de Rosa     |        | 13.366 |        |        | 13.600 |        | 242.826 |
| 3    | Mario Macchiati     |        | 13.266 | 12.900 | 13.833 |        | 13.100 | 242.826 |
| 4    | Alemanha            | 39.632 | 40.833 | 40.099 | 41.666 | 40.833 | 39.532 | 242.595 |
| 4    | Nils Dunkel         | 13.066 | 13.833 | 13.433 |        | 13.800 | 12.733 | 242.595 |
| 4    | Timo Eder           | 13.133 | 13.700 |        | 13.900 | 13.800 | 13.133 | 242.595 |
| 4    | Milan Hosseini      | 13.433 |        |        | 13.966 | 13.233 |        | 242.595 |
| 4    | Dario Sissakis      |        |        | 13.066 | 13.800 |        |        | 242.595 |
| 4    | Andreas Toba        |        | 13.300 | 13.600 |        |        | 13.666 | 242.595 |
| 5    | França              | 39.532 | 38.166 | 39.566 | 42.100 | 40.332 | 38.765 | 238.461 |
| 5    | Romain Cavallaro    | 13.100 |        |        | 14.000 | 12.933 |        | 238.461 |
| 5    | Loris Frasca        | 13.366 |        |        | 13.900 |        | 12.933 | 238.461 |
| 5    | Justin Labro        |        | 12.600 | 12.900 |        |        |        | 238.461 |
| 5    | Anthony Mansard     | 13.066 | 12.733 | 12.900 |        | 13.566 | 13.766 | 238.461 |
| 5    | Leo Saladino        |        | 12.833 | 13.766 | 14.200 | 13.833 | 12.066 | 238.461 |
| 6    | Países Baixos       | 39.132 | 40.866 | 38.799 | 41.300 | 39.732 | 38.500 | 238.329 |
| 6    | Loran De Munck      |        | 13.800 |        |        | 12.800 |        | 238.329 |
| 6    | Elijah Faverus      | 12.966 | 13.766 | 13.033 | 13.700 |        | 12.900 | 238.329 |
| 6    | Jermain Gruenberg   |        |        |        |        | 13.566 | 12.800 | 238.329 |
| 6    | Yazz Ramsahai       | 13.033 |        | 12.466 | 13.900 |        |        | 238.329 |
| 6    | Casimir Schmidt     | 13.133 | 13.300 | 13.300 | 13.700 | 13.366 | 12.800 | 238.329 |
| 7    | Hungria             | 40.599 | 40.599 | 38.099 | 41.200 | 38.899 | 38.866 | 238.262 |
| 7    | Balazs Kiss         |        | 13.466 |        |        |        |        | 238.262 |
| 7    | Krisztofer Meszaros | 13.833 | 13.833 | 12.800 | 14.000 | 13.800 | 13.433 | 238.262 |
| 7    | Benedek Tomcsanyi   | 13.300 | 13.300 | 12.733 | 13.500 | 12.966 | 12.133 | 238.262 |
| 7    | Zala Samu Zambori   |        |        |        |        | 12.133 | 13.300 | 238.262 |
| 7    | Szilard Zavory      | 13.466 |        | 12.566 | 13.700 |        |        | 238.262 |
| 8    | Bélgica             | 40.033 | 40.399 | 39.199 | 40.399 | 38.966 | 38.899 | 237.895 |
| 8    | Nicola Cuyle        | 13.200 | 13.433 | 13.400 |        | 13.200 |        | 237.895 |
| 8    | Victor Martinez     | 13.033 | 13.000 | 13.066 | 14.200 | 13.133 | 12.533 | 237.895 |
| 8    | Takumi Onoshima     | 13.800 |        | 12.733 | 13.066 | 12.633 | 13.000 | 237.895 |
| 8    | Senne Spyckerelle   |        |        |        | 13.133 |        |        | 237.895 |
| 8    | Kilan Van Der Aa    |        | 13.966 |        |        |        | 13.366 | 237.895 |

#### Individual geral
Competidores mais velhos e mais novos
|            | Nome            | País    | Data de nascimento    | Idade                      |
| ---------- | --------------- | ------- | --------------------- | -------------------------- |
| Mais novo  | Anthony Mansard | França  | 5 de dezembro de 2006 | 18 anos, 5 meses e 24 dias |
| Mais velho | Néstor Abad     | Espanha | 29 de março de 1993   | 32 anos e 2 meses          |

| Pos. | Ginasta                                                 |        |        |        |        |        |        | Total  |
| ---- | ------------------------------------------------------- | ------ | ------ | ------ | ------ | ------ | ------ | ------ |
| 1    | Adem Asil                                               | 13.466 | 12.833 | 14.766 | 14.300 | 13.500 | 13.533 | 82.398 |
| 2    | Léo Saladino                                            | 13.866 | 12.866 | 13.566 | 13.966 | 14.000 | 13.166 | 81.430 |
| 3    | Krisztofer Mészáros                                     | 13.966 | 13.133 | 12.933 | 13.833 | 13.933 | 13.366 | 81.164 |
| 4    | Anthony Mansard                                         | 13.566 | 12.800 | 12.700 | 13.866 | 14.066 | 14.100 | 81.098 |
| 5    | Nils Dunkel                                             | 13.600 | 14.100 | 13.500 | 13.266 | 13.733 | 12.733 | 80.932 |
| 6    | Noe Seifert                                             | 13.133 | 13.566 | 12.933 | 13.733 | 14.266 | 13.000 | 80.631 |
| 7    | Joel Plata                                              | 13.833 | 13.333 | 13.100 | 13.600 | 13.433 | 13.166 | 80.465 |
| 8    | Casimir Schmidt                                         | 13.366 | 13.233 | 13.033 | 14.100 | 13.433 | 12.933 | 80.098 |
| 9    | Predefinição:Country data Great Britain Jamie Lewis     | 12.100 | 13.900 | 13.466 | 13.766 | 13.366 | 13.200 | 79.798 |
| 10   | Matteo Giubellini                                       | 13.733 | 13.666 | 12.566 | 13.166 | 13.066 | 13.466 | 79.663 |
| 11   | Elijah Faverus                                          | 13.000 | 13.766 | 12.900 | 13.700 | 12.766 | 13.133 | 79.265 |
| 12   | Yumin Abbadini                                          | 12.300 | 13.300 | 12.566 | 13.633 | 13.400 | 14.033 | 79.232 |
| 13   | Timo Eder                                               | 13.466 | 13.066 | 12.200 | 13.433 | 13.900 | 13.166 | 79.231 |
| 14   | Nazar Chepurnyi                                         | 13.633 | 11.866 | 12.300 | 14.766 | 13.733 | 12.700 | 78.998 |
| 15   | Benedek Tomcsányi                                       | 13.100 | 13.233 | 13.066 | 13.233 | 13.233 | 12.566 | 78.431 |
| 16   | Robert Kirmes                                           | 12.233 | 13.100 | 13.200 | 13.533 | 12.733 | 13.566 | 78.365 |
| 17   | Vladyslav Hryko                                         | 12.266 | 12.666 | 12.800 | 13.266 | 13.133 | 13.533 | 77.664 |
| 18   | Nicola Cuyle                                            | 13.366 | 12.233 | 13.400 | 12.700 | 13.666 | 11.933 | 77.298 |
| 19   | Mario Macchiati                                         | 13.600 | 13.366 | 12.966 | 12.500 | 11.833 | 12.800 | 77.065 |
| 20   | Victor Martinez                                         | 13.400 | 10.466 | 12.966 | 14.133 | 12.966 | 13.133 | 77.064 |
| 21   | Kacper Garnczarek                                       | 13.333 | 12.900 | 11.566 | 12.600 | 13.366 | 13.133 | 76.898 |
| 22   | Predefinição:Country data Great Britain Luke Whitehouse | 14.333 | 11.366 | 13.533 | 13.333 | 12.700 | 10.833 | 76.098 |
| –    | Sebastian Sponevik                                      | –      | –      | –      | 14.400 | 13.166 | 11.000 | DNF    |
| –    | Néstor Abad                                             | –      | –      | –      | 12.233 | 12.600 | –      | DNF    |

#### Solo
Competidores mais velhos e mais novos
|            | Nome            | País         | Data de nascimento    | Idade                       |
| ---------- | --------------- | ------------ | --------------------- | --------------------------- |
| 'Mais novo | Harry Hepworth  | Grã-Bretanha | 6 de dezembro de 2003 | 21 anos, 6 meses e 24 dias  |
| Mais velho | Artem Dolgopyat | Israel       | 16 de junho de 1997   | 27 anos, 11 meses e 14 dias |

| Pos. | Ginasta             | Nota D | Nota E | Pen.  | Total  |
| ---- | ------------------- | ------ | ------ | ----- | ------ |
| 1    | Luke Whitehouse     | 6.1    | 8.300  |       | 14.400 |
| 2    | Harry Hepworth      | 6.1    | 8.266  |       | 14.366 |
| 3    | Lorenzo Minh Casali | 5.6    | 8.466  | 0.100 | 13.966 |
| 4    | Nazar Chepurnyi     | 5.1    | 8.266  | 0.200 | 13.166 |
| 5    | Kevin Penev         | 5.4    | 7.466  |       | 12.866 |
| 6    | Luca Murabito       | 5.5    | 7.366  |       | 12.866 |
| 7    | Artem Dolgopyat     | 5.7    | 7.133  | 0.300 | 12.633 |
| 8    | Luca Giubellini     | 5.1    | 6.500  |       | 11.600 |

#### Cavalo com alças
Competidores mais velhos e mais novos
|            | Nome            | País    | Data de nascimento   | Idade                       |
| ---------- | --------------- | ------- | -------------------- | --------------------------- |
| Mais novo  | Hamlet Manukyan | Armênia | 22 de agosto de 2007 | 17 anos, 9 meses e 8 dias   |
| Mais velho | Matvei Petrov   | Albânia | 16 de julho de 1990  | 34 anos, 10 meses e 14 dias |

| Pos. | Ginasta               | Nota D | Nota E | Pen. | Total  |
| ---- | --------------------- | ------ | ------ | ---- | ------ |
| 1    | Hamlet Manukyan       | 5.6    | 9.166  |      | 14.766 |
| 2    | Mamikon Khachatryan   | 5.7    | 9.033  |      | 14.733 |
| 3    | Gabriele Targhetta    | 5.9    | 8.500  |      | 14.400 |
| 4    | Matvei Petrov         | 5.6    | 8.766  |      | 14.366 |
| 5    | Gregor Rakovic        | 5.5    | 8.733  |      | 14.233 |
| 6    | Yumin Abbadini        | 5.5    | 8.666  |      | 14.166 |
| 7    | Kristijonas Padegimas | 5.2    | 8.900  |      | 14.100 |
| 8    | Robert Kirmes         | 5.4    | 8.033  |      | 13.433 |

#### Argolas
Competidores mais velhos e mais novos
|            | Nome           | País         | Data de nascimento    | Idade                      |
| ---------- | -------------- | ------------ | --------------------- | -------------------------- |
| Mais novo  | Harry Hepworth | Grã-Bretanha | 6 de dezembro de 2003 | 21 anos, 5 meses e 24 dias |
| Mais velho | Vahagn Davtyan | Armênia      | 18 de agosto de 1988  | 36 anos, 9 meses e 12 dias |

| Pos. | Ginasta                | Nota D | Nota E | Pen. | Total  |
| ---- | ---------------------- | ------ | ------ | ---- | ------ |
| 1    | Adem Asil              | 5.7    | 8.700  |      | 14.400 |
| 1    | Eleftherios Petrounias | 5.7    | 8.700  |      | 14.400 |
| 3    | Artur Avetisyan        | 5.4    | 8.966  |      | 14.366 |
| 4    | Nikita Simonov         | 5.5    | 8.733  |      | 14.333 |
| 5    | Harry Hepworth         | 5.8    | 8.533  |      | 14.333 |
| 5    | Courtney Tulloch       | 5.8    | 8.533  |      | 14.333 |
| 7    | Vahagn Davtyan         | 5.4    | 8.666  |      | 14.166 |
| 8    | Samir Aït Saïd         | 5.3    | 8.766  |      | 14.066 |

#### Salto
Competidores mais velhos e mais novos
|            | Nome               | País    | Data de nascimento  | Idade                      |
| ---------- | ------------------ | ------- | ------------------- | -------------------------- |
| Mais novo  | Sebastian Sponevik | Noruega | 15 de março de 2005 | 20 anos, 2 meses e 16 dias |
| Mais velho | Artur Davtyan      | Armênia | 8 de agosto de 1992 | 32 anos, 9 meses e 23 dias |

| Pos. | Ginasta            | Salto 1 | Salto 1 | Salto 1 | Salto 1 | Salto 2 | Salto 2 | Salto 2 | Salto 2 | Total  |
| Pos. | Ginasta            | Nota D  | Nota E  | Pen.    | Pont. 1 | Nota D  | Nota E  | Pen.    | Pont. 2 | Total  |
| ---- | ------------------ | ------- | ------- | ------- | ------- | ------- | ------- | ------- | ------- | ------ |
| 1    | Artur Davtyan      | 5.2     | 9.466   |         | 14.766  | 5.2     | 9.533   |         | 14.833  | 14.799 |
| 2    | Jake Jarman        | 5.6     | 9.500   |         | 15.200  | 5.2     | 9.066   |         | 14.266  | 14.733 |
| 3    | Nazar Chepurnyi    | 5.2     | 9.300   |         | 14.500  | 5.2     | 9.466   |         | 14.666  | 14.583 |
| 4    | Harry Hepworth     | 5.2     | 9.000   |         | 14.200  | 5.2     | 9.300   |         | 14.500  | 14.350 |
| 5    | Sebastian Sponevik | 5.2     | 9.033   | 0.100   | 14.133  | 4.8     | 9.133   |         | 13.933  | 14.033 |
| 6    | Neofytos Kyriakou  | 4.8     | 8.900   |         | 13.700  | 4.4     | 9.000   |         | 13.400  | 13.550 |
| 7    | Nicola Bartolini   | 4.8     | 9.066   |         | 13.866  | 4.8     | 8.200   | 0.100   | 12.900  | 13.383 |
| 8    | Yazz Ramsahai      | 4.8     | 8.766   |         | 13.566  | 5.2     | 7.933   |         | 13.133  | 13.349 |

#### Barras paralelas
Competidores mais velhos e mais novos
|            | Nome          | País     | Data de nascimento  | Idade                       |
| ---------- | ------------- | -------- | ------------------- | --------------------------- |
| Mais novo  | Timo Eder     | Alemanha | 11 de junho de 2005 | 19 anos, 11 meses e 20 dias |
| Mais velho | Ferhat Arıcan | Turquia  | 28 de julho de 1993 | 31 anos, 10 meses e 3 dias  |

| Pos. | Ginasta          | Nota D | Nota E | Pen.  | Total  |
| ---- | ---------------- | ------ | ------ | ----- | ------ |
| 1    | Nils Dunkel      | 5.3    | 8.600  |       | 13.900 |
| 2    | Ian Raubal       | 5.2    | 8.566  |       | 13.766 |
| 3    | Timo Eder        | 4.9    | 9.000  | 0.300 | 13.700 |
| 4    | Léo Saladino     | 4.9    | 8.433  |       | 13.333 |
| 5    | Courtney Tulloch | 5.1    | 7.766  |       | 12.866 |
| 5    | Harald Wibye     | 5.1    | 7.766  |       | 12.866 |
| 7    | Ferhat Arican    | 5.0    | 7.333  | 0.300 | 12.033 |
| 8    | Oleg Verniaiev   | 4.4    | 7.000  |       | 11.500 |

#### Barra fixa
Competidores mais velhos e mais novos
|            | Nome            | País     | Data de nascimento    | Idade                      |
| ---------- | --------------- | -------- | --------------------- | -------------------------- |
| Mais novo  | Anthony Mansard | França   | 5 de dezembro de 2006 | 18 anos, 5 meses e 26 dias |
| Mais velho | Andreas Toba    | Alemanha | 7 de outubro de 1990  | 34 anos, 7 meses e 24 dias |

| Pos. | Ginasta             | Nota D | Nota E | Pen. | Total  |
| ---- | ------------------- | ------ | ------ | ---- | ------ |
| 1    | Robert Tvorogal     | 5.4    | 8.900  |      | 14.300 |
| 2    | Andreas Toba        | 5.4    | 8.500  |      | 14.000 |
| 3    | Anthony Mansard     | 5.0    | 8.866  |      | 13.966 |
| 4    | Marios Georgiou     | 5.3    | 8.566  |      | 13.866 |
| 5    | Adem Asil           | 4.8    | 8.833  |      | 13.633 |
| 6    | Krisztofer Mészáros | 5.2    | 8.333  |      | 13.533 |
| 7    | Noe Seifert         | 5.4    | 7.666  |      | 13.066 |
| 8    | Joel Plata          | 4.1    | 6.066  |      | 10.166 |

### Feminino

#### Equipes
Competidoras mais velhas e mais novas
|            | Nome                | País         | Data de nascimento     | Idade                      |
| ---------- | ------------------- | ------------ | ---------------------- | -------------------------- |
| Mais nova  | Frances Stone       | Grã-Bretanha | 21 de dezembro de 2009 | 15 anos, 5 meses e 5 dias  |
| Mais velha | Marta Pihan-Kulesza | Polónia      | 23 de julho de 1987    | 37 anos, 10 meses e 3 dias |

| Pos. | Equipe                 |        |        |        |        | Total   |
| ---- | ---------------------- | ------ | ------ | ------ | ------ | ------- |
| 1    | Itália                 | 40.599 | 40.399 | 40.999 | 39.933 | 161.930 |
| 1    | Manila Esposito        |        | 13.66  | 14.300 | 13.800 | 161.930 |
| 1    | Sofia Tonelli          | 13.366 | 13.400 | 13.566 | 13.000 | 161.930 |
| 1    | Emma Fioravanti        | 13.233 |        |        | 13.133 | 161.930 |
| 1    | Alice D'Amato          | 14.000 |        | 13.133 |        | 161.930 |
| 1    | Giulia Perotti         |        | 13.333 |        |        | 161.930 |
| 2    | Alemanha               | 40.599 | 40.465 | 39.133 | 38.199 | 158.396 |
| 2    | Helen Kevric           | 13.700 | 14.766 | 13.100 | 12.366 | 158.396 |
| 2    | Janoah Mueller         |        |        | 12.900 |        | 158.396 |
| 2    | Lea Marie Quaas        |        | 12.833 | 13.133 |        | 158.396 |
| 2    | Karina Schoenmaier     | 13.966 | 12.866 |        | 13.200 | 158.396 |
| 2    | Silja Stoehr           | 12.933 |        |        | 12.633 | 158.396 |
| 3    | França                 | 39.899 | 38.699 | 39.732 | 38.398 | 156.728 |
| 3    | Lorette Charpy         | 13.000 | 13.233 | 13.366 | 12.466 | 156.728 |
| 3    | Ming van Eijken        | 13.966 |        |        | 13.166 | 156.728 |
| 3    | Romane Hamelin         |        |        | 12.633 |        | 156.728 |
| 3    | Djenna Laroui          |        | 13.000 |        |        | 156.728 |
| 3    | Morgane Osyssek-Reimer | 12.933 | 12.466 | 13.733 | 12.766 | 156.728 |
| 4    | Roménia                | 39.133 | 38.966 | 39.066 | 39.066 | 156.231 |
| 4    | Lilia Cosman           | 12.800 |        | 12.166 | 12.600 | 156.231 |
| 4    | Sabrina Maneca-Voinea  |        |        |        |        | 156.231 |
| 4    | Ella Oprea             |        | 13.100 |        |        | 156.231 |
| 4    | Ana Barbosu            | 13.333 | 13.400 | 13.600 | 13.600 | 156.231 |
| 4    | Denisa Golgota         | 13.000 | 12.466 | 13.300 | 12.866 | 156.231 |
| 5    | Países Baixos          | 40.099 | 39.932 | 37.632 | 37.499 | 155.162 |
| 5    | Elisabeth Geurts       | 13.933 | 13.100 |        | 12.433 | 155.162 |
| 5    | Floor Slooff           | 13.066 |        |        | 12.500 | 155.162 |
| 5    | Tisha Volleman         |        | 12.866 | 12.266 |        | 155.162 |
| 5    | Mara Slippens          | 13.100 |        | 12.300 |        | 155.162 |
| 5    | Naomi Visser           |        | 13.966 | 13.066 | 12.566 | 155.162 |
| 6    | Grã-Bretanha           | 40.699 | 37.732 | 37.566 | 38.698 | 154.695 |
| 6    | Alia Neve Leat         | 13.400 |        | 12.633 | 12.466 | 154.695 |
| 6    | Frances Stone          |        |        | 12.833 |        | 154.695 |
| 6    | Ruby Evans             | 13.833 | 11.566 | 12.100 | 13.266 | 154.695 |
| 6    | Ruby Stacey            | 13.466 | 13.166 |        |        | 154.695 |
| 6    | Emily Kate Roper       |        | 13.000 |        | 12.966 | 154.695 |
| 7    | Suécia                 | 38.932 | 38.133 | 39.399 | 37.766 | 154.230 |
| 7    | Elina Gravin           | 13.066 |        |        | 12.200 | 154.230 |
| 7    | Maya Staahl            |        | 12.200 | 12.600 | 12.133 | 154.230 |
| 7    | Emelie Westlund        |        | 12.633 |        |        | 154.230 |
| 7    | Nathalie Westlund      | 12.600 | 13.300 | 12.266 |        | 154.230 |
| 7    | Jennifer Williams      | 13.266 |        | 14.533 | 13.433 | 154.230 |
| 8    | Hungria                | 38.665 | 40.265 | 38.499 | 36.766 | 154.195 |
| 8    | Greta Mayer            | 13.233 |        | 12.966 | 12.533 | 154.195 |
| 8    | Zoja Szekely           | 12.666 | 13.566 | 12.733 |        | 154.195 |
| 8    | Lilla Makai            |        | 13.266 |        | 11.533 | 154.195 |
| 8    | Bettina Lili Czifra    | 12.766 | 13.433 | 12.800 |        | 154.195 |
| 8    | Sara Peter             |        |        |        | 12.700 | 154.195 |

#### Individual geral
Competidoras mais velhas e mais novas
|            | Nome          | País          | Data de nascimento   | Idade                      |
| ---------- | ------------- | ------------- | -------------------- | -------------------------- |
| Mais nova  | Yali Shoshani | Israel        | 9 de outubro de 2008 | 16 anos, 7 meses e 20 dias |
| Mais velha | Naomi Visser  | Países Baixos | 24 de agosto de 2001 | 23 anos, 9 meses e 5 dias  |

| Pos. | Ginasta                |        |        |        |        | Total  |
| ---- | ---------------------- | ------ | ------ | ------ | ------ | ------ |
| 1    | Manila Esposito        | 13.400 | 13.566 | 14.333 | 13.666 | 54.965 |
| 2    | Alba Petisco           | 13.533 | 13.166 | 13.333 | 13.233 | 53.265 |
| 3    | Ana Bărbosu            | 13.433 | 13.533 | 11.633 | 13.700 | 52.299 |
| 4    | Morgane Osyssek-Reimer | 13.100 | 12.700 | 13.700 | 12.500 | 52.000 |
| 5    | Lorette Charpy         | 13.000 | 13.400 | 13.066 | 12.366 | 51.832 |
| 6    | Naomi Visser           | 12.666 | 14.133 | 13.166 | 11.800 | 51.765 |
| 7    | Denisa Golgotă         | 13.233 | 12.966 | 12.700 | 12.833 | 51.732 |
| 8    | Vanesa Masova          | 13.000 | 13.466 | 13.233 | 11.900 | 51.599 |
| 9    | Sofia Tonelli          | 13.500 | 11.833 | 13.366 | 12.533 | 51.232 |
| 10   | Ruby Evans             | 13.966 | 11.066 | 12.466 | 13.466 | 50.964 |
| 11   | Kaia Tanskanen         | 13.000 | 12.500 | 12.466 | 12.833 | 50.799 |
| 12   | Yali Shoshani          | 12.766 | 13.000 | 12.200 | 12.766 | 50.732 |
| 13   | Jade Vansteenkiste     | 13.066 | 12.533 | 11.700 | 13.000 | 50.299 |
| 14   | Gréta Mayer            | 13.233 | 12.500 | 12.966 | 11.300 | 49.999 |
| 15   | Lucija Hribar          | 13.033 | 12.600 | 12.166 | 11.833 | 49.632 |
| 16   | Anny Wu                | 12.700 | 12.466 | 12.500 | 11.966 | 49.632 |
| 17   | Maisa Kuusikko         | 13.366 | 13.633 | 11.833 | 10.733 | 49.565 |
| 18   | Zója Székely           | 12.066 | 13.566 | 12.133 | 11.766 | 49.531 |
| 19   | Lihie Raz              | 12.933 | 12.533 | 11.400 | 12.333 | 49.199 |
| 20   | Janoah Müller          | 12.733 | 12.866 | 10.933 | 12.600 | 49.132 |
| 21   | Leni Bohle             | 12.900 | 11.366 | 11.533 | 12.500 | 48.299 |
| 22   | Selina Kickinger       | 12.533 | 12.633 | 10.600 | 11.333 | 47.099 |
| 23   | Nazlı Savranbaşı       | 12.433 | 10.000 | 11.200 | 12.000 | 45.633 |
| –    | Helen Kevric           | 12.866 | –      | –      | –      | DNF    |

- Helen Kevric sofreu uma lesão no salto e posteriormente desistiu do restante da competição.
- Karina Schönmaier retirou-se da competição e foi substituída por sua companheira de equipe  Janoah Müller que não havia se classificado anteriormente devido à regra de duas por país.

#### Salto
Competidoras mais velhas e mais novas
|            | Nome            | País      | Data de nascimento  | Idade                    |
| ---------- | --------------- | --------- | ------------------- | ------------------------ |
| Mais nova  | Ming van Eijken | França    | 3 de abril de 2008  | 17 anos, 1 mês e 27 dias |
| Mais velha | Teja Belak      | Eslovênia | 22 de abril de 1994 | 31 anos, 1 mês e 8 dias  |

| Pos. | Ginasta             | Salto 1 | Salto 1 | Salto 1 | Salto 1 | Salto 2 | Salto 2 | Salto 2 | Salto 2 | Total |        |
| Pos. | Ginasta             | Nota D  | Nota E  | Pen.    | Pont. 1 | Nota D  | Nota E  | Pen.    | Pont. 2 | Total |        |
| ---- | ------------------- | ------- | ------- | ------- | ------- | ------- | ------- | ------- | ------- | ----- | ------ |
| 1    | Karina Schönmaier   | 5.0     | 9.066   |         | 14.066  | 4.8     | 8.800   | 0.100   | 13.500  | 0.2   | 13.983 |
| 2    | Valentina Georgieva | 5.0     | 9.100   |         | 14.100  | 4.8     | 8.900   |         | 13.700  |       | 13.900 |
| 3    | Lisa Vaelen         | 5.4     | 8.533   |         | 13.933  | 4.4     | 8.600   |         | 13.000  | 0.2   | 13.666 |
| 4    | Teja Belak          | 4.4     | 8.633   |         | 13.033  | 4.6     | 9.033   |         | 13.633  | 0.2   | 13.533 |
| 5    | Elisabeth Geurts    | 5.0     | 8.566   |         | 13.566  | 4.0     | 8.500   |         | 12.500  | 0.2   | 13.233 |
| 6    | Laia Font           | 5.0     | 8.466   |         | 13.466  | 4.4     | 8.600   |         | 13.000  |       | 13.233 |
| 7    | Ming van Eijken     | 5.4     | 7.666   | 0.100   | 12.966  | 4.4     | 8.700   |         | 13.100  |       | 13.033 |
| 8    | Gréta Mayer         | 4.4     | 8.933   |         | 13.333  | 4.6     | 7.666   | 0.300   | 11.966  |       | 12.649 |

#### Barras assimétricas
Competidoras mais velhas e mais novas
|            | Nome          | País    | Data de nascimento  | Idade                       |
| ---------- | ------------- | ------- | ------------------- | --------------------------- |
| Mais nova  | Vanesa Masova | Chéquia | 1 de julho de 2008  | 16 anos, 10 meses e 29 dias |
| Mais velha | Nina Derwael  | Bélgica | 26 de março de 2000 | 25 anos, 2 meses e 4 dias   |

| Pos. | Ginasta             | Nota D | Nota E | Pen. | Total  |
| ---- | ------------------- | ------ | ------ | ---- | ------ |
| 1    | Nina Derwael        | 6.3    | 8.166  |      | 14.466 |
| 2    | Bettina Lili Czifra | 6.1    | 8.000  |      | 14.100 |
| 3    | Ana Bărbosu         | 5.9    | 7.866  |      | 13.766 |
| 4    | Maisa Kuusikko      | 6.1    | 7.500  |      | 13.600 |
| 5    | Vanesa Masova       | 5.7    | 7.800  |      | 13.500 |
| 6    | Sofia Tonelli       | 5.9    | 7.400  |      | 13.300 |
| 7    | Zója Székely        | 6.0    | 7.200  |      | 13.200 |
| 8    | Naomi Visser        | 5.1    | 7.200  |      | 12.300 |
| 9    | Manila Esposito     | 5.4    | 6.833  |      | 12.233 |

- Helen Kevric retirou-se devido a lesão e foi substituída pelas primeiras reservas conjuntas  Ana Bărbosu e  Sofia Tonelli.

#### Trave
Competidoras mais velhas e mais novas
|            | Nome          | País    | Data de nascimento     | Idade                      |
| ---------- | ------------- | ------- | ---------------------- | -------------------------- |
| Mais nova  | Sofia Tonelli | Itália  | 18 de novembro de 2007 | 17 anos, 6 meses e 13 dias |
| Mais velha | Nina Derwael  | Bélgica | 26 de março de 2000    | 25 anos, 2 meses e 5 dias  |

| Pos. | Ginasta                | Nota D | Nota E | Pen. | Total  |
| ---- | ---------------------- | ------ | ------ | ---- | ------ |
| 1    | Nina Derwael           | 5.6    | 8.433  |      | 14.033 |
| 2    | Ana Bărbosu            | 5.6    | 8.066  |      | 13.666 |
| 3    | Sofia Tonelli          | 5.5    | 8.133  |      | 13.633 |
| 4    | Morgane Osyssek-Reimer | 5.8    | 7.600  |      | 13.400 |
| 5    | Lorette Charpy         | 5.4    | 7.566  |      | 12.966 |
| 6    | Jennifer Williams      | 6.1    | 6.433  |      | 12.533 |
| 7    | Manila Esposito        | 4.9    | 7.300  |      | 12.200 |
| 8    | Denisa Golgotă         | 5.4    | 6.600  |      | 12.000 |

#### Solo
Competidoras mais velhas e mais novas
|            | Nome            | País    | Data de nascimento     | Idade                      |
| ---------- | --------------- | ------- | ---------------------- | -------------------------- |
| Mais nova  | Emma Fioravanti | Itália  | 6 de outubro de 2009   | 15 anos, 7 meses e 25 dias |
| Mais velha | Alba Petisco    | Espanha | 1 de fevereiro de 2003 | 22 anos, 3 meses e 30 dias |

| Pos. | Ginasta           | Nota D | Nota E | Pen. | Total  |
| ---- | ----------------- | ------ | ------ | ---- | ------ |
| 1    | Ana Bărbosu       | 5.7    | 8.133  |      | 13.833 |
| 2    | Manila Esposito   | 5.7    | 8.000  |      | 13.700 |
| 3    | Alba Petisco      | 5.7    | 7.866  |      | 13.566 |
| 4    | Ruby Evans        | 5.4    | 8.033  |      | 13.433 |
| 5    | Emma Fioravanti   | 5.5    | 7.733  |      | 13.233 |
| 6    | Karina Schönmaier | 5.1    | 7.866  |      | 12.966 |
| 7    | Ming van Eijken   | 5.7    | 6.500  |      | 12.200 |
| 8    | Jennifer Williams | 5.1    | 6.833  |      | 11.933 |

### Equipes mistas

#### Rodada 1
| Pos. | Equipe        | Ginasta                | Aparelho | Pontuações | Total  | Qual. |
| ---- | ------------- | ---------------------- | -------- | ---------- | ------ | ----- |
| 1    | Suíça         | Noe Seifert            |          | 14.200     | 27.033 | Q     |
| 1    | Suíça         | Anny Wu                |          | 12.833     | 27.033 | Q     |
| 2    | Grã-Bretanha  | Jake Jarman            |          | 13.633     | 26.999 | Q     |
| 2    | Grã-Bretanha  | Ruby Evans             |          | 13.366     | 26.999 | Q     |
| 3    | Itália        | Lorenzo Minh Casali    |          | 13.000     | 26.766 | Q     |
| 3    | Itália        | Manila Esposito        |          | 13.766     | 26.766 | Q     |
| 4    | França        | Anthony Mansard        |          | 13.300     | 26.400 | Q     |
| 4    | França        | Morgane Osyssek-Reimer |          | 13.100     | 26.400 | Q     |
| 5    | Espanha       | Néstor Abad            |          | 12.733     | 26.266 | Q     |
| 5    | Espanha       | Alba Petisco           |          | 13.533     | 26.266 | Q     |
| 6    | Alemanha      | Timo Eder              |          | 13.433     | 26.266 | Q     |
| 6    | Alemanha      | Karina Schönmaier      |          | 12.833     | 26.266 | Q     |
| 7    | Bélgica       | Takumi Onoshima        |          | 13.100     | 26.066 | Q     |
| 7    | Bélgica       | Jade Vansteenkiste     |          | 12.966     | 26.066 | Q     |
| 8    | Noruega       | Peder Skogvang         |          | 13.26      | 26.032 | Q     |
| 8    | Noruega       | Keisha Lockert         |          | 12.766     | 26.032 | Q     |
| 9    | Países Baixos | Casimir Schmidt        |          | 12.900     | 25.766 |       |
| 9    | Países Baixos | Naomi Visser           |          | 12.866     | 25.766 |       |
| 10   | Hungria       | Krisztofer Meszaros    |          | 13.566     | 25.666 |       |
| 10   | Hungria       | Greta Mayer            |          | 12.100     | 25.666 |       |
| 11   | Polónia       | Kacper Garnczarek      |          | 13.100     | 25.366 |       |
| 11   | Polónia       | Maria Drobniak         |          | 12.266     | 25.366 |       |
| 12   | Suécia        | William Hyll           |          | 11.566     | 24.999 |       |
| 12   | Suécia        | Jennifer Williams      |          | 13.433     | 24.999 |       |
| 13   | Finlândia     | Robert Kirmes          |          | 12.000     | 24.966 |       |
| 13   | Finlândia     | Kaia Tanskanen         |          | 12.966     | 24.966 |       |
| 14   | Israel        | Uri Zeidel             |          | 11.800     | 24.633 |       |
| 14   | Israel        | Lihie Raz              |          | 12.833     | 24.633 |       |
| 15   | Áustria       | Alexander Benda        |          | 12.633     | 24.433 |       |
| 15   | Áustria       | Selina Kickinger       |          | 11.800     | 24.433 |       |
| 16   | Turquia       | Adem Asil              |          | 12.233     | 24.333 |       |
| 16   | Turquia       | Nazlı Savranbaşı       |          | 12.100     | 24.333 |       |

     a equipe avançou para a rodada 2

#### Rodada 2
| Pos. | Equipe       | Ginasta                | Aparelho | Pontuações | Total  | Qual. |
| ---- | ------------ | ---------------------- | -------- | ---------- | ------ | ----- |
| 1    | Grã-Bretanha | Jake Jarman            |          | 14.400     | 28.366 | Q     |
| 1    | Grã-Bretanha | Ruby Evans             |          | 13.966     | 28.366 | Q     |
| 2    | Alemanha     | Timo Eder              |          | 13.933     | 27.866 | Q     |
| 2    | Alemanha     | Karina Schönmaier      |          | 13.933     | 27.866 | Q     |
| 3    | Itália       | Lorenzo Minh Casali    |          | 14.400     | 27.466 | Q     |
| 3    | Itália       | Manila Esposito        |          | 13.466     | 27.466 | Q     |
| 4    | França       | Anthony Mansard        |          | 13.600     | 27.100 | Q     |
| 4    | França       | Morgane Osyssek-Reimer |          | 13.500     | 27.100 | Q     |
| 5    | Espanha      | Néstor Abad            |          | 13.000     | 25.033 |       |
| 5    | Espanha      | Alba Petisco           |          | 12.033     | 25.033 |       |
| 6    | Bélgica      | Takumi Onoshima        |          | 12.433     | 24.766 |       |
| 6    | Bélgica      | Jade Vansteenkiste     |          | 12.333     | 24.766 |       |
| 7    | Noruega      | Peder Skogvang         |          | 11.533     | 24.666 |       |
| 7    | Noruega      | Keisha Lockert         |          | 13.133     | 24.666 |       |
| 8    | Suíça        | Noe Seifert            |          | 11.933     | 23.333 |       |
| 8    | Suíça        | Anny Wu                |          | 11.400     | 23.333 |       |

     a equipe avançou para a disputa do ouro
     a equipe avançou para a disputa do bronze

#### Rodada 3: Disputa do bronze
| Pos. | Equipe | Ginasta                | Aparelho | Pontuações | Total  |
| ---- | ------ | ---------------------- | -------- | ---------- | ------ |
| 3    | Itália | Lorenzo Minh Casali    |          | 13.700     | 27.966 |
| 3    | Itália | Manila Esposito        |          | 14.266     | 27.966 |
| 4    | França | Anthony Mansard        |          | 13.033     | 25.699 |
| 4    | França | Morgane Osyssek-Reimer |          | 12.666     | 25.699 |

#### Rodada 4: Disputa do ouro
| Pos. | Equipe       | Ginasta           | Aparelho | Pontuações | Total  |
| ---- | ------------ | ----------------- | -------- | ---------- | ------ |
| 1    | Alemanha     | Timo Eder         |          | 13.333     | 25.566 |
| 1    | Alemanha     | Karina Schönmaier |          | 12.233     | 25.566 |
| 2    | Grã-Bretanha | Jake Jarman       |          | 13.333     | 25.466 |
| 2    | Grã-Bretanha | Ruby Evans        |          | 12.133     | 25.466 |

## Qualificatória

### Resultados masculinos

#### Individual geral
| Pos. | Ginasta             |        |        |        |        |        |        | Total  | Notas |
| ---- | ------------------- | ------ | ------ | ------ | ------ | ------ | ------ | ------ | ----- |
| 1    | Noe Seifert         | 13.566 | 13.766 | 13.000 | 13.900 | 13.700 | 13.966 | 81.898 | Q     |
| 2    | Krisztofer Mészáros | 13.833 | 13.833 | 12.800 | 14.000 | 13.800 | 13.433 | 81.699 | Q     |
| 3    | Luke Whitehouse     | 14.266 | 12.833 | 13.633 | 13.900 | 13.100 | 13.000 | 80.732 | Q     |
| 4    | Matteo Giubellini   | 13.766 | 14.000 | 12.533 | 13.200 | 13.766 | 13.166 | 80.431 | Q     |
| 5    | Florian Langenegger | 13.066 | 13.566 | 12.600 | 14.133 | 13.700 | 13.300 | 80.365 | –     |
| 6    | Adem Asil           | 12.833 | 12.166 | 14.533 | 13.500 | 13.633 | 13.533 | 80.198 | Q     |
| 7    | Jamie Lewis         | 13.633 | 13.633 | 13.666 | 13.500 | 12.500 | 13.233 | 80.165 | Q     |
| 8    | Nils Dunkel         | 13.066 | 13.833 | 13.433 | 13.300 | 13.800 | 12.733 | 80.165 | Q     |
| 9    | Timo Eder           | 13.133 | 13.700 | 12.466 | 13.900 | 13.800 | 13.133 | 80.132 | Q     |
| 10   | Robert Kirmes       | 13.400 | 14.066 | 13.633 | 13.600 | 13.366 | 12.033 | 80.098 | Q     |
| 11   | Yumin Abbadini      | 13.633 | 14.233 | 12.766 | 13.600 | 13.266 | 12.600 | 80.098 | Q     |
| 12   | Anthony Mansard     | 13.066 | 12.733 | 12.900 | 13.766 | 13.566 | 13.766 | 79.797 | Q     |
| 13   | Casimir Schmidt     | 13.133 | 13.300 | 13.300 | 13.700 | 13.366 | 12.800 | 79.599 | Q     |
| 14   | Víctor Martínez     | 13.033 | 13.000 | 13.066 | 14.200 | 13.133 | 12.533 | 78.965 | Q     |
| 15   | Nazar Chepurnyi     | 14.100 | 12.600 | 12.133 | 14.233 | 13.000 | 12.633 | 78.699 | Q     |
| 16   | Vladyslav Hryko     | 12.900 | 13.333 | 12.933 | 13.333 | 12.733 | 13.400 | 78.632 | Q     |
| 17   | Nicola Cuyle        | 13.200 | 13.433 | 13.400 | 12.633 | 13.200 | 12.366 | 78.232 | Q     |
| 18   | Léo Saladino        | 11.466 | 12.833 | 13.766 | 14.200 | 13.833 | 12.066 | 78.164 | Q     |
| 19   | Takumi Onoshima     | 13.800 | 12.900 | 12.733 | 13.066 | 12.633 | 13.000 | 78.132 | –     |
| 20   | Mario Macchiati     | 11.800 | 13.266 | 12.900 | 13.833 | 13.200 | 13.100 | 78.099 | Q     |
| 21   | Benedek Tomcsányi   | 13.300 | 13.300 | 12.733 | 13.500 | 12.966 | 12.133 | 77.932 | Q     |
| 22   | Néstor Abad         | 12.333 | 12.900 | 12.600 | 13.866 | 13.033 | 13.066 | 77.798 | Q     |
| 23   | Elijah Faverus      | 12.966 | 13.766 | 13.033 | 13.700 | 11.366 | 12.900 | 77.731 | Q     |
| 24   | Joel Plata          | 13.233 | 13.133 | 13.133 | 13.266 | 11.100 | 13.700 | 77.565 | Q     |
| 25   | Kacper Garnczarek   | 13.333 | 13.366 | 11.500 | 13.466 | 12.866 | 12.900 | 77.431 | Q     |
| 26   | Sebastian Sponevik  | 13.733 | 12.066 | 13.100 | 14.266 | 13.200 | 11.000 | 77.365 | Q     |
| 27   | Harald Wibye        | 12.500 | 12.666 | 12.000 | 13.266 | 13.800 | 12.700 | 76.932 | R1    |
| 28   | Jermain Gruenberg   | 12.400 | 12.600 | 12.333 | 13.166 | 13.566 | 12.800 | 76.865 | –     |
| 28   | Elias Koski         | 12.966 | 12.066 | 12.600 | 13.333 | 12.200 | 13.366 | 76.531 | R2    |
| 30   | Peder Skogvang      | 13.933 | 11.366 | 12.000 | 13.266 | 12.566 | 13.300 | 76.431 | –     |
| 31   | Uri Zeidel          | 12.900 | 12.633 | 12.266 | 12.900 | 13.066 | 12.533 | 76.298 | R3    |

#### Solo
| Pos. | Ginasta             | Nota D | Nota E | Pen.  | Total  | Qual. |
| ---- | ------------------- | ------ | ------ | ----- | ------ | ----- |
| 1    | Lorenzo Minh Casali | 5.6    | 8.733  |       | 14.433 | Q     |
| 2    | Artem Dolgopyat     | 5.8    | 8.700  | 0.100 | 14.400 | Q     |
| 3    | Harry Hepworth      | 6.1    | 8.300  |       | 14.400 | Q     |
| 4    | Luke Whitehouse     | 6.1    | 8.166  |       | 14.266 | Q     |
| 5    | Luca Murabito       | 5.7    | 8.466  |       | 14.166 | Q     |
| 6    | Nazar Chepurnyi     | 5.1    | 8.900  |       | 14.100 | Q     |
| 7    | Luca Giubellini     | 5.3    | 8.666  |       | 14.066 | Q     |
| 8    | Jake Jarman         | 6.1    | 7.933  |       | 14.033 | –     |
| 9    | Kevin Penev         | 5.4    | 8.600  |       | 14.000 | Q     |
| 10   | Peder Skogvang      | 5.2    | 8.633  |       | 13.933 | R1    |
| 11   | Eddie Penev         | 5.4    | 8.466  |       | 13.866 | R2    |
| 12   | Nikolaj Bozic       | 5.2    | 8.533  |       | 13.833 | R3    |

#### Cavalo com alças
| Pos. | Ginasta               | Nota D | Nota E | Pen. | Total  | Qual. |
| ---- | --------------------- | ------ | ------ | ---- | ------ | ----- |
| 1    | Hamlet Manukyan       | 5.6    | 8.966  |      | 14.566 | Q     |
| 2    | Gabriele Targhetta    | 5.9    | 8.633  |      | 14.533 | Q     |
| 3    | Mamikon Khachatryan   | 5.5    | 8.900  |      | 14.400 | Q     |
| 4    | Matvei Petrov         | 5.6    | 8.733  |      | 14.333 | Q     |
| 5    | Yumin Abbadini        | 5.5    | 8.733  |      | 14.233 | Q     |
| 6    | Gregor Rakovic        | 5.3    | 8.766  |      | 14.066 | Q     |
| 7    | Robert Kirmes         | 5.4    | 8.666  |      | 14.066 | Q     |
| 8    | Kristijonas Padegimas | 5.2    | 8.833  |      | 14.033 | Q     |
| 9    | Eyal Indig            | 5.6    | 8.433  |      | 14.033 | R1    |
| 10   | Matteo Giubellini     | 5.4    | 8.600  |      | 14.000 | R2    |
| 11   | Kilan Van Der Aa      | 5.7    | 8.266  |      | 13.966 | R3    |

#### Argolas
| Pos. | Ginasta                | Nota D | Nota E | Pen. | Total  | Qual. |
| ---- | ---------------------- | ------ | ------ | ---- | ------ | ----- |
| 1    | Eleftherios Petrounias | 5.7    | 9.000  |      | 14.700 | Q     |
| 2    | Adem Asil              | 5.7    | 8.833  |      | 14.533 | Q     |
| 3    | Harry Hepworth         | 5.8    | 8.600  |      | 14.400 | Q     |
| 3    | Courtney Tulloch       | 5.8    | 8.600  |      | 14.400 | Q     |
| 5    | Artur Avetisyan        | 5.4    | 8.900  |      | 14.300 | Q     |
| 6    | Samir Aït Saïd         | 5.3    | 8.833  |      | 14.233 | Q     |
| 7    | Nikita Simonov         | 5.4    | 8.466  |      | 14.033 | Q     |
| 8    | Vahagn Davtyan         | 5.4    | 8.466  |      | 13.866 | Q     |
| 9    | Léo Saladino           | 5.0    | 8.666  |      | 13.766 | R1    |
| 10   | Jamie Lewis            | 4.8    | 8.766  |      | 13.666 | –     |
| 11   | Liam De Smet           | 5.5    | 8.166  |      | 13.666 | R2    |
| 12   | Robert Kirmes          | 4.9    | 8.633  |      | 13.633 | R3    |

#### Salto
| Pos. | Ginasta            | Salto 1 | Salto 1 | Salto 1 | Salto 1 | Salto 2 | Salto 2 | Salto 2 | Salto 2 | Total  | Notas |
| Pos. | Ginasta            | Nota D  | Nota E  | Pen.    | Pont. 1 | Nota D  | Nota E  | Pen.    | Pont. 2 | Total  | Notas |
| ---- | ------------------ | ------- | ------- | ------- | ------- | ------- | ------- | ------- | ------- | ------ | ----- |
| 1    | Jake Jarman        | 5.6     | 9.166   |         | 14.766  | 5.2     | 9.133   |         | 14.333  | 14.549 | Q     |
| 2    | Artur Davtyan      | 5.2     | 9.200   |         | 14.400  | 5.2     | 9.433   |         | 14.633  | 14.516 | Q     |
| 3    | Nazar Chepurnyi    | 5.2     | 9.133   | 0.100   | 14.233  | 5.2     | 9.400   |         | 14.700  | 14.466 | Q     |
| 4    | Harry Hepworth     | 5.2     | 9.266   |         | 14.466  | 5.2     | 9.033   |         | 14.233  | 14.349 | Q     |
| 5    | Nicola Bartolini   | 4.8     | 9.466   |         | 14.266  | 4.8     | 9.433   | 0.100   | 14.133  | 14.199 | Q     |
| 6    | Sebastian Sponevik | 5.2     | 9.066   |         | 14.266  | 4.8     | 9.066   |         | 13.866  | 14.066 | Q     |
| 7    | Yazz Ramsahai      | 4.8     | 9.100   |         | 13.900  | 5.2     | 8.966   |         | 14.166  | 14.033 | Q     |
| 8    | Neofytos Kyriakou  | 4.8     | 9.233   |         | 14.133  | 4.4     | 9.366   |         | 13.766  | 13.949 | Q     |
| 9    | Emirhan Kartin     | 4.8     | 9.066   |         | 13.866  | 5.2     | 8.800   |         | 14.000  | 13.933 | R1    |
| 10   | Luca Murabito      | 5.2     | 8.966   |         | 14.166  | 4.8     | 8.966   | 0.100   | 13.666  | 13.916 | R2    |
| 11   | Kevin Penev        | 5.0     | 9.100   |         | 14.100  | 4.8     | 8.933   |         | 13.733  | 13.916 | R3    |

#### Barras paralelas
| Pos. | Ginasta               | Nota D | Nota E | Pen. | Total  | Qual. |
| ---- | --------------------- | ------ | ------ | ---- | ------ | ----- |
| 1    | Ferhat Arıcan         | 5.7    | 8.600  |      | 14.400 | Q     |
| 2    | Ian Raubal            | 5.2    | 8.600  |      | 13.900 | Q     |
| 3    | Courtney Tulloch      | 5.1    | 8.633  |      | 13.833 | Q     |
| 4    | Léo Saladino          | 5.3    | 8.433  |      | 13.833 | Q     |
| 5    | Oleg Verniaiev        | 5.7    | 8.033  |      | 13.833 | Q     |
| 6    | Timo Eder             | 4.9    | 8.800  |      | 13.800 | Q     |
| 7    | Harald Wibye          | 5.1    | 8.700  |      | 13.800 | Q     |
| 8    | Nils Dunkel           | 5.3    | 8.500  |      | 13.800 | Q     |
| 9    | Krisztofer Mészáros   | 5.5    | 8.300  |      | 13.800 | R1    |
| 10   | Matteo Giubellini     | 5.2    | 8.566  |      | 13.766 | R2    |
| 11   | Andrei Vasile Muntean | 5.1    | 8.633  |      | 13.733 | R3    |

#### Barra fixa
| Pos. | Ginasta             | Nota D | Nota E | Pen. | Total  | Qual. |
| ---- | ------------------- | ------ | ------ | ---- | ------ | ----- |
| 1    | Robert Tvorogal     | 5.4    | 8.566  |      | 14.066 | Q     |
| 2    | Noe Seifert         | 5.7    | 8.266  |      | 13.966 | Q     |
| 3    | Anthony Mansard     | 5.0    | 8.666  |      | 13.766 | Q     |
| 4    | Marios Georgiou     | 5.3    | 8.466  |      | 13.766 | Q     |
| 5    | Joel Plata          | 5.6    | 8.100  |      | 13.700 | Q     |
| 6    | Andreas Toba        | 5.4    | 8.166  |      | 13.666 | Q     |
| 7    | Adem Asil           | 4.6    | 8.933  |      | 13.533 | Q     |
| 8    | Krisztofer Mészáros | 5.2    | 8.233  |      | 13.433 | Q     |
| 9    | Vladyslav Hryko     | 5.6    | 7.800  |      | 13.400 | R1    |
| 10   | Kilan Van Der Aa    | 4.8    | 8.566  |      | 13.366 | R2    |
| 11   | Elias Koski         | 5.1    | 8.266  |      | 13.366 | R3    |

### Resultados femininos

#### Individual geral
| Pos. | Ginasta                |        |        |        |        | Total  | Notas |
| ---- | ---------------------- | ------ | ------ | ------ | ------ | ------ | ----- |
| 1    | Manila Esposito        | 12.633 | 13.666 | 14.300 | 13.800 | 54.399 | Q     |
| 2    | Ana Bărbosu            | 13.333 | 13.400 | 13.600 | 13.600 | 53.933 | Q     |
| 3    | Helen Kevric           | 13.700 | 14.766 | 13.100 | 12.366 | 53.932 | Q     |
| 4    | Sofia Tonelli          | 13.366 | 13.400 | 13.566 | 13.000 | 53.332 | Q     |
| 5    | Alba Petisco           | 13.666 | 12.866 | 13.266 | 13.233 | 53.031 | Q     |
| 6    | Naomi Visser           | 12.500 | 13.966 | 13.066 | 12.566 | 52.098 | Q     |
| 7    | Lorette Charpy         | 13.000 | 13.233 | 13.366 | 12.466 | 52.065 | Q     |
| 8    | Karina Schönmaier      | 13.966 | 12.866 | 12.000 | 13.200 | 52.032 | Q W   |
| 9    | Vanesa Masova          | 12.900 | 13.433 | 13.133 | 12.466 | 51.932 | Q     |
| 10   | Morgane Osyssek-Reimer | 12.933 | 12.466 | 13.733 | 12.766 | 51.898 | Q     |
| 11   | Denisa Golgota         | 13.000 | 12.466 | 13.300 | 12.866 | 51.632 | Q     |
| 12   | Lihie Raz              | 13.300 | 12.766 | 12.500 | 12.866 | 51.432 | Q     |
| 13   | Gréta Mayer            | 13.233 | 12.500 | 12.966 | 12.533 | 51.232 | Q     |
| 14   | Kaia Tanskanen         | 13.133 | 12.533 | 12.566 | 12.900 | 51.132 | Q     |
| 15   | Ruby Evans             | 13.833 | 11.566 | 12.100 | 13.266 | 50.765 | Q     |
| 16   | Maisa Kuusikko         | 13.366 | 13.700 | 11.666 | 11.866 | 50.598 | Q     |
| 17   | Zója Székely           | 12.666 | 13.566 | 12.733 | 11.333 | 50.298 | Q     |
| 18   | Janoah Müller          | 12.533 | 12.700 | 12.900 | 12.133 | 50.266 | – S   |
| 19   | Selina Kickinger       | 13.000 | 12.466 | 12.733 | 12.033 | 50.232 | Q     |
| 20   | Jade Vansteenkiste     | 13.033 | 12.700 | 11.400 | 12.733 | 49.866 | Q     |
| 21   | Lucija Hribar          | 12.866 | 12.766 | 11.866 | 12.200 | 49.698 | Q     |
| 22   | Yali Shoshani          | 12.866 | 12.733 | 10.900 | 12.866 | 49.365 | Q     |
| 23   | Leni Bohle             | 12.866 | 11.666 | 12.500 | 12.333 | 49.365 | Q     |
| 24   | Nazlı Savranbaşı       | 12.200 | 12.600 | 12.133 | 12.300 | 49.233 | Q     |
| 25   | Djenna Laroui          | 12.566 | 13.000 | 11.533 | 12.100 | 49.199 | –     |
| 26   | Anny Wu                | 11.633 | 12.433 | 12.433 | 12.700 | 49.199 | Q     |
| 27   | Floor Slooff           | 13.066 | 11.700 | 11.900 | 12.500 | 49.166 | R1    |
| 28   | Sona Artamonova        | 12.566 | 12.266 | 12.266 | 11.966 | 49.064 | R2    |
| 29   | Lilia Cosman           | 12.800 | 11.400 | 12.166 | 12.600 | 48.966 | –     |
| 30   | Elina Gravin           | 13.066 | 11.900 | 11.800 | 12.200 | 48.966 | R3    |

#### Salto
| Pos. | Ginasta             | Salto 1 | Salto 1 | Salto 1 | Salto 1 | Salto 2 | Salto 2 | Salto 2 | Salto 2 | Total  | Notas |
| Pos. | Ginasta             | Nota D  | Nota E  | Pen.    | Pont. 1 | Nota D  | Nota E  | Pen.    | Pont. 2 | Total  | Notas |
| ---- | ------------------- | ------- | ------- | ------- | ------- | ------- | ------- | ------- | ------- | ------ | ----- |
| 1    | Karina Schönmaier   | 5.0     | 8.966   |         | 13.966  | 4.8     | 8.600   | 0.100   | 13.300  | 13.833 | Q     |
| 2    | Lisa Vaelen         | 5.4     | 8.600   |         | 14.000  | 4.4     | 8.633   |         | 13.033  | 13.716 | Q     |
| 3    | Ming Van Eijken     | 5.4     | 8.566   |         | 13.966  | 4.4     | 8.666   |         | 13.066  | 13.716 | Q     |
| 4    | Valentina Georgieva | 5.0     | 9.000   |         | 14.000  | 4.4     | 8.900   |         | 13.300  | 13.650 | Q     |
| 5    | Teja Belak          | 4.4     | 8.500   |         | 12.900  | 4.6     | 8.800   |         | 13.400  | 13.350 | Q     |
| 6    | Elisabeth Geurts    | 5.0     | 8.933   |         | 13.933  | 3.8     | 8.466   |         | 12.266  | 13.299 | Q     |
| 7    | Laia Font           | 5.0     | 8.600   |         | 13.600  | 4.4     | 8.500   |         | 12.900  | 13.250 | Q     |
| 8    | Gréta Mayer         | 4.4     | 8.833   |         | 13.233  | 4.6     | 8.666   |         | 13.266  | 13.249 | Q     |
| 9    | Lihie Raz           | 5.0     | 8.300   |         | 13.300  | 4.4     | 8.566   |         | 12.966  | 13.133 | R1    |
| 10   | Emma Fioravanti     | 4.4     | 8.833   |         | 13.233  | 4.4     | 8.333   | 0.100   | 12.633  | 13.133 | R2    |
| 11   | Ruby Stacey         | 4.6     | 8.866   |         | 13.466  | 3.6     | 8.666   |         | 12.266  | 13.066 | R3    |

#### Barras assimétricas
| Pos. | Ginasta             | Nota D | Nota E | Pen. | Total  | Qual. |
| ---- | ------------------- | ------ | ------ | ---- | ------ | ----- |
| 1    | Helen Kevric        | 6.4    | 8.366  |      | 14.766 | Q     |
| 2    | Nina Derwael        | 6.3    | 8.100  |      | 14.400 | Q     |
| 3    | Naomi Visser        | 6.0    | 7.966  |      | 13.966 | Q     |
| 4    | Maisa Kuusikko      | 6.1    | 7.600  |      | 13.700 | Q     |
| 5    | Manila Esposito     | 5.7    | 7.966  |      | 13.666 | Q     |
| 6    | Zója Székely        | 6.0    | 7.566  |      | 13.566 | Q     |
| 7    | Bettina Lili Czifra | 5.7    | 7.733  |      | 13.433 | Q     |
| 7    | Vanesa Masova       | 5.7    | 7.733  |      | 13.433 | Q     |
| 9    | Ana Bărbosu         | 5.9    | 7.500  |      | 13.400 | R1    |
| 9    | Sofia Tonelli       | 5.9    | 7.500  |      | 13.400 | R1    |
| 11   | Giulia Perotti      | 5.7    | 7.633  |      | 13.333 | –     |
| 12   | Nathalie Westlund   | 5.3    | 8.000  |      | 13.300 | R3    |

#### Trave
| Pos. | Ginasta                | Nota D | Nota E | Pen. | Total  | Qual. |
| ---- | ---------------------- | ------ | ------ | ---- | ------ | ----- |
| 1    | Jennifer Williams      | 6.4    | 8.133  |      | 14.533 | Q     |
| 2    | Manila Esposito        | 5.9    | 8.400  |      | 14.300 | Q     |
| 3    | Morgane Osyssek-Reimer | 5.7    | 8.033  |      | 13.733 | Q     |
| 4    | Ana Bărbosu            | 5.7    | 7.900  |      | 13.600 | Q     |
| 5    | Sofia Tonelli          | 5.4    | 8.166  |      | 13.566 | Q     |
| 6    | Nina Derwael           | 5.3    | 8.166  |      | 13.466 | Q     |
| 7    | Lorette Charpy         | 5.2    | 8.166  |      | 13.366 | Q     |
| 8    | Denisa Golgotă         | 5.4    | 7.900  |      | 13.300 | Q     |
| 9    | Alba Petisco           | 5.6    | 7.666  |      | 13.266 | R1    |
| 10   | Vanesa Masova          | 5.2    | 7.933  |      | 13.133 | R2    |
| 11   | Lea Marie Quaas        | 5.6    | 7.533  |      | 13.133 | R3    |

#### Solo
| Pos. | Ginasta           | Nota D | Nota E | Pen.  | Total  | Qual. |
| ---- | ----------------- | ------ | ------ | ----- | ------ | ----- |
| 1    | Manila Esposito   | 5.7    | 8.100  |       | 13.800 | Q     |
| 2    | Ana Bărbosu       | 5.6    | 8.000  |       | 13.600 | Q     |
| 3    | Jennifer Williams | 5.5    | 7.933  |       | 13.433 | Q     |
| 4    | Ruby Evans        | 5.4    | 7.866  |       | 13.266 | Q     |
| 5    | Alba Petisco      | 5.4    | 7.833  |       | 13.233 | Q     |
| 6    | Karina Schönmaier | 5.1    | 8.100  |       | 13.200 | Q     |
| 7    | Ming van Eijken   | 5.5    | 7.666  |       | 13.166 | Q     |
| 8    | Emma Fioravanti   | 5.5    | 7.633  |       | 13.133 | Q     |
| 9    | Sofia Tonelli     | 5.1    | 7.900  |       | 13.000 | –     |
| 10   | Charlize Moerz    | 5.6    | 7.500  | 0.100 | 13.000 | R1    |
| 11   | Emily Roper       | 5.2    | 7.866  | 0.100 | 12.966 | R2    |
| 12   | Kaia Tanskanen    | 5.1    | 7.800  |       | 12.900 | R3    |